# Galerie minieră

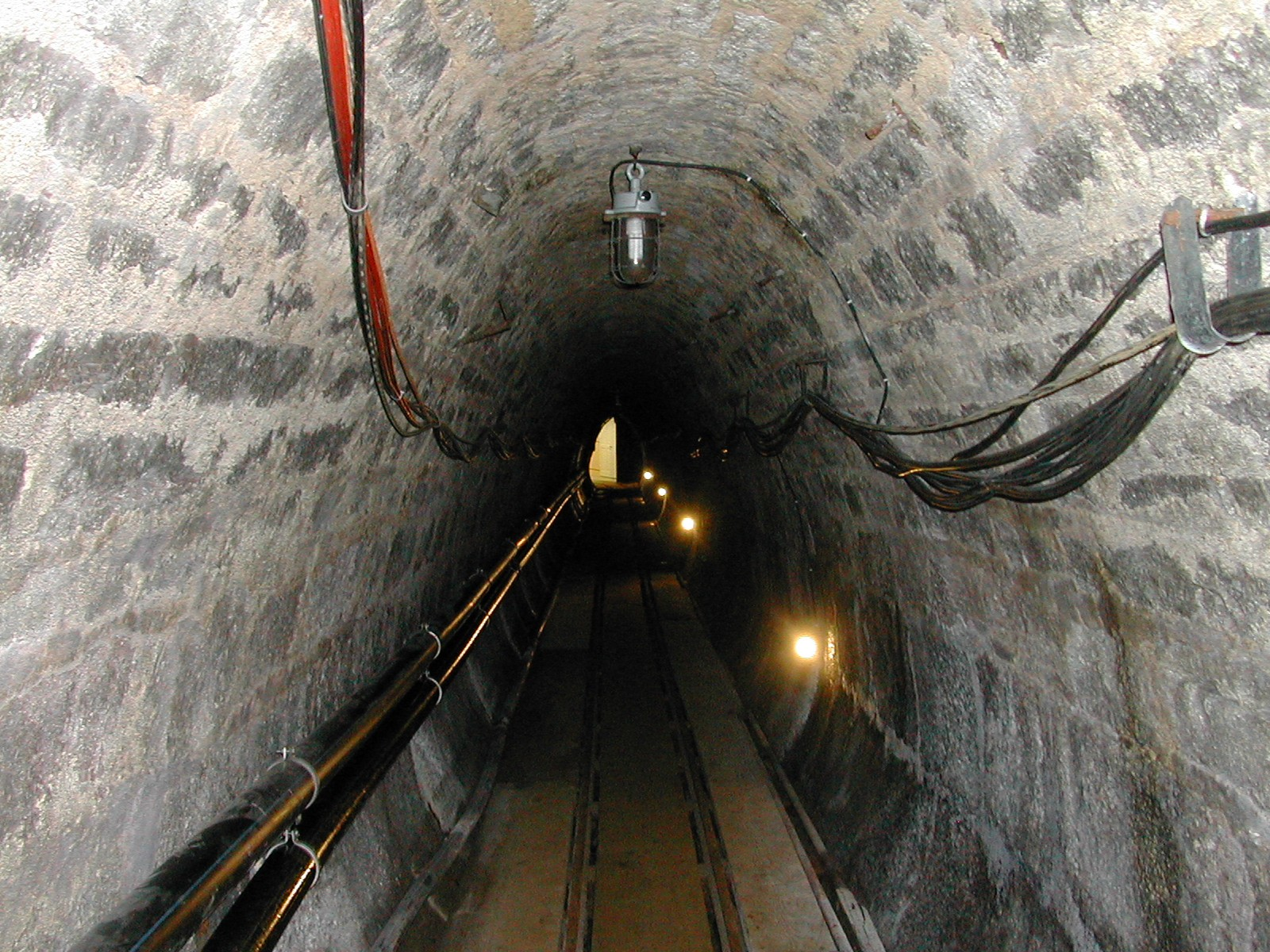
Galerie cu zid de susţinere in Salzbergwerk Altaussee în Stiria, Austria.

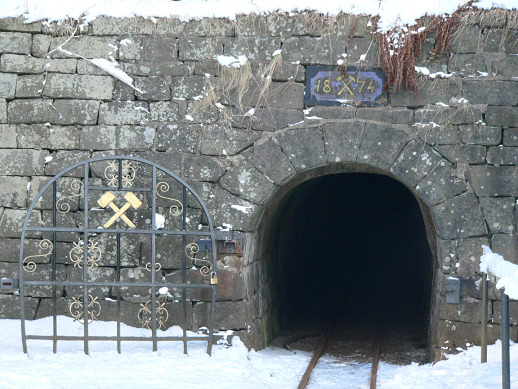
O gură de galerie Lautenthal in Oberharz

Galeriile miniere sunt lucrări orizontale, săpate într-un munte, ușor inclinate ca apa subterană să aibă posibilitate de scurgere, care are una sau mai multe ramificații. Rolul ei principal de a face legătura dintre suprafață și lucrările miniere subterane. Spre deosebire de un tunel galeria nu are totdeauna o altă ieșire.
După rolul lor se pot împărți în: - galerii de cercetare (prospecțiuni) - de aeraj - transport - de scurgere (apei).
După gradul de duritate și stabilitate a rocilor pot să fie galerii susținute (cu lemn, metal, beton) sau nesusținute, lungimea galeriilor diferă de la câțiva metri până la zeci de kilometri.
În timp de război acestea au servit populației civile de a se refugia de bombardamentele inamice.